# وینا (کنگاژواتس)
وینا (به صربی: Vina) یک منطقهٔ مسکونی در صربستان است که در کنگاژواتس واقع شده‌است. وینا ۴۲۴ نفر جمعیت دارد.